# Іркут (компанія)
«Корпорація „Іркут“» — російська авіабудівна корпорація. Штаб-квартира розташована в Москві. Повне найменування — Публічне акціонерне товариство «Науково-виробнича корпорація „Іркут“».

## Історія
Іркутський авіаційний завод заснований в 1934 році в місті Іркутськ.
У 1992 році завод пройшов процес приватизації. Пізніше на базі заводу було створено Відкрите акціонерне товариство «Науково-виробнича корпорація „Іркут“».
У 2015 році корпорація «Іркут» стала переможцем конкурсу «Авіабудівник року» в номінації «За успіхи у виконанні державного оборонного замовлення».
8 червня 2016 року представлений літак МС-21.; 29 вересня — перший політ навчально-тренувального літака Як-152
28 травня 2017 року — перший політ пасажирського літака МС-21-300.

## Власники і керівництво
Основні власники компанії на 2016 рік — «Об'єднана авіабудівна корпорація» (85,12 %), компанія «Сухий» (9,45 %), у вільному обігу перебуває 5,43 % акцій.
Голова ради директорів компанії — Юрій Слюсар. Президент і голова правління компанії — Олег Федорович Демченко.

## Структура
«Корпорація „Іркут“» має наступну структуру:
- Корпоративний центр — забезпечує комплексне управління
- Інженерний центр їм. А. С. Яковлєва — розробка нової авіаційної техніки, а також модернізацію та конструкторське супроводження експлуатації раніше спроектованих літаків.
- Іркутський авіаційний завод — філія в м. Іркутськ. Випускає Су-30, Як-130, компоненти для Airbus A320. Розгортає виробництво МС-21.
- Філія у Воронежі — бере участь у розробці МС-21. Тісно взаємодіє з Воронезьким акціонерним літакобудівним товариством.
- Філія в Ульяновську — бере участь у розробці МС-21. Тісно взаємодіє з «Авіастар-СП»

## Основні дочірні компанії
На кінець 2015 року:
- ВАТ «ДКБ ім. О. С. Яковлєва» : 75,46 %
- ЗАТ «Бета Ір: 72 %
- ЗАТ «Техсервісавіа»: 51 %

## Основні фінансові показники
Фінансові показники за 2014 рік, млрд р.: активи — 150,3; оборот — 59,4; чистий прибуток — 1. Фінансові показники за 2015 рік, млрд р.: активи — 178,3; оборот — 82,8; чистий прибуток — 1,5. Фінансові показники за 2016 рік, млрд р.: активи — 225; оборот — 99,9; чистий прибуток — 2,2.
Розмір виручки за типами продукції за 2015 рік, млрд р.:
- програма Су-30 — 42,9;
- програма Як-130 — 17,7;
- програма МС-21 — 16,7;
- кооперація з Airbus — 0,32;
- інше — 2,55.

## Авіація
«Іркут» має свідоцтво експлуатанта авіації загального призначення АВН-02-11-001 від 27.04.2011 і повітряні суда: літак Ан-12 (1 шт.), вертоліт Мі-8МТВ-1 (1 шт.).